# Ouest de l'Eifel

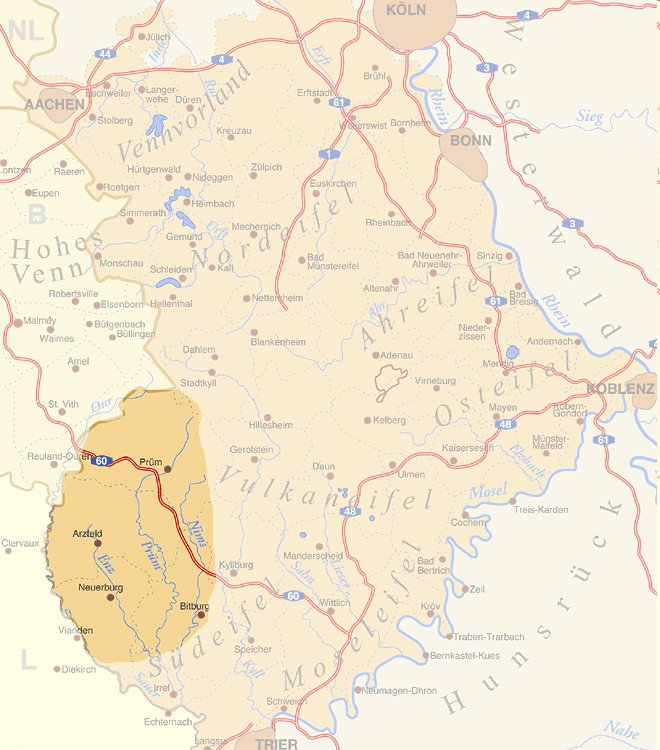
Localisation approximative de l'Ouest de l'Eifel.

L'Ouest de l'Eifel (en allemand : Westeifel) fait référence à la partie du massif de l'Eifel en Allemagne qui est centrée sur la ville de Prüm et qui s'étend jusqu'à la frontière avec la Belgique et le Luxembourg. Il n'est cependant pas défini géographiquement avec précision, chevauchant environ 60 % de la Schnee Eifel (en), alors que géologiquement, sa moitié nord fait partie de l'Eifel volcanique et sa moitié sud du Sud de l'Eifel (en).
Les sommets herbeux sont un peu plus hauts que ceux de l'Eifel volcanique, mais ils sont généralement plus arrondis et moins accidentés. Géographiquement et topologiquement, il peut être divisé en trois régions :
- Schneifel (en) (Schwarzer Mann, 697 m), une crête près de la frontière belge ;
- Eifel belge (en) ;
- Islek (en) (au sud-ouest), jusqu'à la frontière germano-luxembourgeoise.

La région n'est que faiblement peuplée au nord (vers le Schneifel), mais est traversée par la Bundesstraße 60 (vers Malmedy). Il est fortement boisé et l'exploitation minière a une certaine importance (par exemple à Bleialf). Dans la partie méridionale — dans la vallée du Prüm et de ses affluents — il y a une plus grande concentration et un degré de trafic non-local sur la route de vacances du sud de l'Eifel (Ferienstraße Südeifel) et la route verte Eifel-Ardennes (Grüne Straße Eifel-Ardennen). La région fait partie du parc naturel germano-luxembourgeois (en).